# Jerry Jeff Walker
Pour les articles homonymes, voir Walker.
Jerry Jeff Walker, nom de scène de Ronald Clyde Crosby, né le 16 mars 1942 à Oneonta dans l'État de New York et mort le 23 octobre 2020 à Austin (Texas), est un auteur-compositeur-interprète américain de musique country.

## Biographie
Jerry Jeff Walker débute en jouant de la musique folk à Greenwich Village (New York) au milieu des années 1960. Il fonde ensuite un groupe de musique psychédélique, Circus Maximus, qui a enregistré deux albums.
Walker se lance ensuite dans une carrière solo. Dans les années 1970, il s’établit à Austin (Texas) où il côtoie des artistes de musique country comme Willie Nelson, Guy Clark ou Waylon Jennings. En 1986, il fonde sa propre maison de disques, Tried & True Music.
Il est surtout connu comme l’auteur du hit Mr. Bojangles, en hommage au danseur de claquettes Bill Robinson. Outre Mr. Bojangles, il est connu pour ses interprétations de LA Freeway et Redneck Mother. Il a interprété les chansons d’autres artistes comme Rodney Crowell (Till I Gain Control Again), Guy Clark et Bob Dylan.
Le 25 juin 2019, le New York Times Magazine a répertorié Jerry Jeff Walker parmi des centaines d'artistes dont le matériel aurait été détruit dans l'incendie des studios Universal en 2008.
Jerry Jeff Walker a reçu un diagnostic de cancer de la gorge en 2017 et décède le 23 octobre 2020 des suites de complications liées à ce cancer.

### Famille
Jerry Jeff Walker est le père du musicien de country Django Walker.

## Discographie
- 1967 : Circus Maximus
- 1968 : Neverland Revisited, Mr. Bojangles
- 1969 : Driftin' Way of Life
- 1970 : Five Years Gone, Bein' Free
- 1972 : Jerry Jeff Walker
- 1973 : Viva Terlingua
- 1974 : Walker's Collectibles
- 1975 : Ridin' High
- 1976 : It's A Good Night For Singing
- 1977 : A Man Must Carry On
- 1978 : Contrary to Ordinary, Jerry Jeff
- 1979 : Too Old to Change
- 1980 : The Best of JJW
- 1981 : Reunion
- 1982 : Cowjazz
- 1987 : Gypsy Songman
- 1989 : Live at Gruene Hall
- 1991 : Navajo Rug, Great Gonzos
- 1992 : Hill Country Rain
- 1994 : Viva Luckenbach, Christmas Gonzo Style
- 1995 : Night After Night
- 1996 : Scamp
- 1998 : Cowboy Boots & Bathing Suits, Lone Wolf
- 1999 : Best of the Vanguard Years, Gypsy Songman: A Life in Song
- 2001 : Gonzo Stew, Jerry Jeff Walker: Ultimate Collection
- 2003 : Jerry Jeff Jazz
- 2004 : The One and Only